# Hermann Jäckel
Ernst Hermann Jäckel (né le 30 janvier 1869 à Crimmitschau et mort le 2 novembre 1928 à Dresde) est un homme politique allemand (SPD, USPD) et président du syndicat allemand des travailleurs du textile de 1919 jusqu'à sa mort.

## Biographie
Enfant, Jäckel suit la classe pauvre de la simple école citoyenne de Crimmitschau. À l'âge de 13 ans, il devient travailleur à temps partiel dans la filature de Vigognes. Il travaille ensuite dans des filatures de fil cardé dans l'industrie du tissu, puis comme tisserand de laine et de coton dans diverses villes du sud, de l'ouest et du nord de l'Allemagne.
Vers 1890, Jäckel devient membre du SPD . Pendant cinq ans, il travaille dans des associations de consommateurs en tant que salarié, puis en tant que présentateur dans des caisses d'assurance maladie et comme rédacteur d'un journal social-démocrate. Depuis 1906, Jäckel devient membre du conseil principal de l'association des travailleurs du textile et depuis 1919 président de cette association avec Karl "Carl" Hübsch. Il joue un rôle de premier plan lors de la grève de Crimmitschau de 1903/04.
En tant que conseiller municipal de Crimmitschau, Jäckel occupe pour la première fois une fonction politique publique. De 1912 à 1918, il est député du Reichstag. En janvier 1918, pendant la Première Guerre mondiale, Jäckel quitte le SPD pour rejoindre l' USPD de gauche, pour lequel il devient membre du premier Reichstag en juin 1920, dans lequel il représente la 30e circonscription (Chemnitz-Zwickau). De décembre 1920 à novembre 1921, il est ministre du travail saxon. En 1922, il retourne au SPD, dont il rejoint également le groupe parlementaire pour le reste de sa législature, qui dure jusqu'en mai 1924.

## Travaux
- Der Crimmitschauer Kampf um den Zehnstundentag, s.l.e.a.
- Die Kämpfe der Krefelder Seidenarbeiter, s. l. e. a.
- Die Hetze gegen das Koalitionsrecht, s. l. e. a.
- Übergangswirtschaft in der Textilindustrie, s. l. e. a.
- Auf dem Wege zur konstitutionell-demokratischen Fabrik, s. l. 1919.
- Umfang der Frauenarbeit in der deutschen Textilindustrie, Berlin 1923.
- Erwerbsarbeit, Schwangerschaft, Frauenleid, s. l. 1925.